# Destiny's Child (álbum)
Destiny's Child é o álbum de estréia e epônimo do girl group americano Destiny's Child, lançado pela Columbia Records em 17 de fevereiro de 1998. Desse projeto foram lançados dois singles "No, No, No" e "With Me", sendo que "No, No, No" tem duas versões, (part 1) e (part 2). A versão (part 2) tem a participação do rapper haitiano Wyclef Jean e a versão (part 1) é mais lenta e é cantada apenas pelo grupo, as duas versões tem um videoclipe. Na parada musical Billboard 200, o álbum ficou vinte e sete semanas mas nunca passou do número 63, mundialmente vendeu mais de 3 milhões de cópias.

## Recepção da crítica
| Críticas profissionais | Críticas profissionais |
| Avaliações da crítica  | Avaliações da crítica  |
| Fonte                  | Avaliação              |
| ---------------------- | ---------------------- |
| Allmusic               | [ 2 ]                  |
| Rolling Stone          | [ 3 ]                  |

John Bush, do banco de dados AllMusic, classificou o álbum com quatro de cinco estrelas e escreveu que "Destiny's Child, não é apenas mais um álbum de estréia de um girl group de R&B [...] Suas vozes soam belas juntas. Indistinguível de todos os outros grupos femininos".

## Faixas
| Destiny's Child – Edição Padrão |                                                  | |                                                          |         |  |
| N.º                             | Título                                           | Compositor(es)                                                                                          | Produtor(es)                                             | Duração |  |
| 1.                              | "Second Nature"                                  | Kymberli Armstrong Ronald Isley Marvin Isley Ernie Isley O'Kelly Isley Jr. Chris Jasper Terrence Butler | D'Wayne Wiggins Jay Lincoln [a] Terry T [a]              | 5:09    |  |
| 2.                              | "No, No, No Part 2" (featuring Wyclef Jean)      | Barry White Calvin Gaines Mary Brown Rob Fusari Vincent Herbert                                         | Wyclef Jean Che Greene [a] Jerry "Te Bass" Duplessis [a] | 3:27    |  |
| 3.                              | "With Me Part I" (featuring Jermaine Dupri)      | Jermaine Dupri Percy Robert Miller Manuel Seal                                                          | Dupri Seal [a]                                           | 3:26    |  |
| 4.                              | "Tell Me"                                        | Tim Kelley Bob Robinson                                                                                 | Kelley Robinson                                          | 4:48    |  |
| 5.                              | "Bridges"                                        | Mean Green Michelle JoJo Hailey Wiggins                                                                 | Wiggins                                                  | 4:02    |  |
| 6.                              | "No, No, No Part 1"                              | Gaines Brown Fusari Herbert                                                                             | Fusari Herbert                                           | 4:07    |  |
| 7.                              | "With Me Part II"                                | Beyoncé Knowles LeToya Luckett LaTavia Roberson Kelly Rowland Dupri Miller Seal                         | Craig B KLC Odell Mean Green [a]                         | 4:14    |  |
| 8.                              | "Show Me the Way"                                | Carl Breeding Darcy Aldridge Jeffrey Bowden                                                             | Carl Washington                                          | 4:17    |  |
| 9.                              | "Killing Time"                                   | Taura Stinson Wiggins                                                                                   | Wiggins                                                  | 5:07    |  |
| 10.                             | "Illusion" (featuring Wyclef Jean and Pras)      | Isaac Hayes Tony Swain Steve Jolley Ashley Ingram Leslie John                                           | Jean Pras Duplessis [a]                                  | 3:51    |  |
| 11.                             | "Birthday"                                       | Knowles Roberson Rowland Wiggins                                                                        | Wiggins                                                  | 5:14    |  |
| 12.                             | "Sail On"                                        | Lionel Richie                                                                                           | Cory Rooney Mark Morales                                 | 4:04    |  |
| 13.                             | "My Time Has Come" (dedicado à Andretta Tillman) | Sylvia Bennett-Young Reed Vertelney                                                                     | Bennett-Young                                            | 4:23    |  |
| Duração total:                  | Duração total:                                   | Duração total:                                                                                          | Duração total:                                           | 56:09   |  |

| Faixa bônus internacional |             |                            |         |  |
| N.º                       | Título      | Compositor(es)             | Duração |  |
| 14.                       | "Know That" | Rachel Oden Andre Robinson | 4:03    |  |

| Faixa bônus japonesa |                 |                |         |  |
| N.º                  | Título          | Compositor(es) | Duração |  |
| 15.                  | "Amazing Grace" | John Newton    | 4:42    |  |

| Faixa bônus da re-edição europeia de 2001 |                                            |                                |         |  |
| N.º                                       | Título                                     | Compositor(es)                 | Duração |  |
| 15.                                       | "You're the Only One"                      | Gaines Brown Fusari Herbert    | 3:23    |  |
| 16.                                       | "No, No, No" (Camdino Soul Extended Remix) | Gaines Brown Fusari Herbert    | 7:33    |  |
| 17.                                       | "DubiLLusions" (Dub Mix of "Illusions")    | Hayes Swain Jolley Ingram John | 4:28    |  |

## Desempenho nas tabelas musicais
| Chart (1998)                                      | Maior posição |
| ------------------------------------------------- | ------------- |
| Canadá (Canadian Singles Chart)                   | 29            |
| Estados Unidos (Billboard 200)                    | 67            |
| Estados Unidos (Billboard Top R&B/Hip-Hop Albums) | 14            |
| Países Baixos (MegaCharts)                        | 19            |
| Reino Unido (OCC)                                 | 45            |

## Vendas e certificações
| Região                                         | Certificação | Vendas     |
| ---------------------------------------------- | ------------ | ---------- |
| Canadá (Music Canada)                          | 2× Platina   | 50,000^    |
| Estados Unidos (RIAA)                          | Platina      | 1,000,000^ |
| Reino Unido (BPI)                              | Ouro         | 100,000^   |
| ^distribuições baseadas apenas na certificação |              |            |

## Histórico de lançamento
| Região        | Data                    | Edição       | Formato(s) | Gravadora(s)         | Catálogo    | Ref. |
| ------------- | ----------------------- | ------------ | ---------- | -------------------- | ----------- | ---- |
| Australia     | 17 de fevereiro de 1998 | Padrão       | CD         | Sony Music           | 4885352     |      |
| Brasil        | 17 de fevereiro de 1998 | Padrão       | CD         | Sony Music           | 067728      |      |
| Canadá        | 17 de fevereiro de 1998 | Padrão       | CD         | Sony Music           | CK 67728    |      |
| Europa        | 17 de fevereiro de 1998 | Padrão       | CD         | Sony Music           | COL 4885352 |      |
| Indonésia     | 17 de fevereiro de 1998 | Padrão       | CD         | Sony Music           | 4885359     |      |
| Países Baixos | 17 de fevereiro de 1998 | Padrão       | LP         | Sony Music           | COL 4885351 |      |
| EUA           | 17 de fevereiro de 1998 | Padrão       | CD LP      | Columbia Music World | CK 67728    |      |
| Japão         | 1 de março de 1998      | Padrão       | CD         | Sony Music           | SRCS 8504   |      |
| Europa        | 3 de setembro de 1998   | Relançamento | CD         | Sony Music           | COL 4885359 |      |